# Nioko 2
Ne doit pas être confondu avec Nioko 1.
Nioko 2 est une localité située dans le département de Ouagadougou de la province du Kadiogo dans la région Centre au Burkina Faso. En 2006, cette localité comptait 11 389 habitants dont 41,1 % de femmes.

## Histoire
Nioko 2 est jumelé avec la commune française d'Éragny dans le Val-d'Oise.

## Santé et éducation
Le centre de soins le plus proche de Nioko 2 est le centre hospitalo-universitaire (CHU) du pays qui se trouve dans le quartier de Bogodogo à Ouagadougou.